# Schwarze Elster
De Schwarze Elster is een rivier in Duitsland die uitmondt in de Elbe. De rivier ontspringt in Opper-Lausitz op de oostelijke flank van de Kuppe en loopt in noordelijke richting.
De Schwarze Elster was eeuwenlang, vooral in de 18e en 19e eeuw, en ook nog o.a. in 1926 en 2010, berucht vanwege de vaak voorkomende overstromingen. Eeuwenlang is dan ook alles in het werk gesteld om de rivier te beteugelen, waardoor de Schwarze Elster nu één van de meest gecorrigeerde rivieren van geheel Duitsland is. Sedertdien worden juist maatregelen genomen, om met natuurherstelprojecten weer ruimte voor de rivier te creëren. Vanaf omstreeks 2020 doet zich regelmatig juist een ander probleem voor. Door de opwarming van de Aarde zijn de zomers heet en droog, en de Schwarze Elster is al enige malen over een lengte van vele kilometers drooggevallen.
- Virtual International Authority File: 242267983